# Fernando Gómez de Butrón
Fernando Gómez de Butrón (San Cebrián de Castro, província de Zamora, 1770 - Burgos, 15 de juliol de 1852) fou un militar espanyol, Capità general de Catalunya durant el trienni liberal.

## Biografia
En 1786 va ingressar a la guàrdia de corps, i va lluitar al front de Guipúscoa en la Guerra Gran (1794-1795) i a la guerra de les Taronges (1801). Durant el motí d'Aranjuez era ajudant del marquès de Castelar. Amic personal de José de Palafox y Melci, en començar la guerra del francès el va acompanyar al setge de Saragossa, on va ascendir a coronel d'hússars i a mariscal de camp en 1809. Fet presoner pels francesos, fou conduït a França però l'abril de 1809 aconsegueix fugar-se i arriba a Sevilla, on es reincorpora al combat. En 1811 va participar en la batalla de Talavera de la Reina i fou nomenat Inspector general de les tropes de l'Exèrcit de l'Esquerra. En 1814 fou nomenat comandant militar de Ceuta, però poc després Ferran VII d'Espanya el va destituir i marxà cap a l'exili.
Després del pronunciament de Rafael del Riego va tornar a Espanya. De 1820 a 1822 fou comandant militar i polític de Ceuta. De 1822 a abril de 1823 fou nomenat Capità general de Catalunya president de la Diputació de Barcelona. Es va enfrontar amb les seves tropes als Cent Mil Fills de Sant Lluís, fou fet presoner i es va exiliar a Londres, on hi va formar part de la Junta Revolucionària. A la mort de Ferran VII d'Espanya en 1833 va tornar a Espanya, fou reuabilitat i fou nomenat Comandant general de Guipúscoa i de Zamora. En 1836 fou nomenat Capità general d'Extremadura, i de 1837 a 1839 fou comandant del camp de Gibraltar. L'octubre de 1841 fou nomenat President del Consell de Guerra Permanent d'oficials generals. En 1843 fou escollit senador per Màlaga i Inspector general de Cavalleria. En 1847 fou nomenat senador vitalici.